# SC Pick Szeged
Maillots
Actualités
Dernière mise à jour : 16 avril 2025.
Le SC Pick Szeged est un club masculin de handball basé à Szeged en Hongrie. Fondé en 1961, le club évolue depuis 1975 dans le Championnat de Hongrie qu'il a remporté à cinq reprises.
À la faveur d'un parrainage depuis 1993 par l'entreprise agroalimentaire Pick (en), le club est l'un des meilleurs hongrois avec le Veszprém KSE et participe régulièrement à la Ligue des champions.

## Historique
Le club masculin de Szeged est fondé le 16 décembre 1961 sous le nom de Szegedi Előre (En avant de Szeged). Devenu Szegedi Volán SC en 1970, le club remporte en 1975 le Championnat de Hongrie de D2 et est promu dans l'élite hongroise. C'est en Coupe de Hongrie que le club réalise ses premières performances sportives puisqu'il remporte la compétition en 1977, en 1982,  en 1983 et en 1993.
Cette même année 1993, le club obtient le parrainage de l'entreprise agroalimentaire Pick (en), un des plus grands producteurs du téliszalámi, et devient le Sport Club Pick Szeged. Le club entre alors dans une nouvelle dimension et parvient de temps en temps à briser l'hégémonie du Veszprém KSE avec deux Championnats remportés en 1996 et 2007 et deux nouvelles Coupes en 2006 et 2008. Mais, le club doit le plus souvent se contenter de la deuxième place dans les deux compétitions.
Régulièrement qualifié en coupe d'Europe, ses meilleures performances sont deux quarts de finale de la Ligue des champions, lors des saisons 2003-04 (après avoir éliminé en huitièmes de finale le tenant du titre, le Montpellier Handball) et en 2014-15. Mais la plus gros performance du club est la victoire en Coupe de l'EHF (C3) lors de la saison 2013-2014. Lors de cette compétition, la victoire face aux portugais du Benfica Lisbonne lors du troisième tour leur permet d'atteindre la phase de groupe. Terminant premier de son groupe devant le HBC Nantes, les Slovaques du HT Tatran Prešov et les Suédois du IFK Kristianstad, le club s'impose face aux portugais du Sporting Portugal en quart de finale et se qualifie ainsi pour le Final Four disputé dans la Max Schmeling-Halle de Berlin. Se retrouvant face au club local des Füchse Berlin portés par l'enthousiasme et la ferveur des supporters berlinois, Szeged déjoue les pronostics en dominant le match pour s'imposer finalement 24 à 22. En finale, face au club français du Montpellier Handball et dans un match plus que serré, le SC Pick Szeged décroche son premier titre européen grâce à sa victoire de 29 à 28.
En 2018, Szeged parvient à ne s'incliner que de trois buts lors de la finale retour du Championnat de Hongrie face au Veszprém KSE après l'avoir emporté à l'aller de quatre buts (32-28) : onze ans après leur dernier titre, le club est a nouveau champion de Hongrie. La saison suivante, le club remporte sa septième Coupe de Hongrie puis parvient à nouveau deux fois en finale du Championnat de Hongrie face au Veszprém KSE en 2021 et 2022.

### Parcours
| Saison    | Niveau | Place     | Coupe         | Coupe d'Europe*     |
| --------- | ------ | --------- | ------------- | ------------------- |
| 1974–1975 | 2      | 1er       | ?             | -                   |
| 1975–1976 | 1      | 10        | ?             | -                   |
| 1976–1977 | 1      | 9         | Vainqueur     | -                   |
| 1977–1978 | 1      | 4         | ?             | C2 : 1/4 de finale  |
| 1978–1979 | 1      | 3         | 3             | -                   |
| 1979–1980 | 1      | 6         | 3             | -                   |
| 1980–1981 | 1      | 6         | ?             | -                   |
| 1981–1982 | 1      | 4         | Vainqueur     | -                   |
| 1982–1983 | 1      | 3         | A : Vainqueur | C2 : 1/2 finale     |
| 1982–1983 | 1      | 3         | B : 3         | C2 : 1/2 finale     |
| 1983–1984 | 1      | 4         | ?             | C2 : 1/2 finale     |
| 1984–1985 | 1      | Finaliste | ?             | C3 : 1/8 de finale  |
| 1985–1986 | 1      | 14        | ?             | -                   |
| 1986–1987 | 1      | ?         | ?             | C3 : 1/8 de finale  |
| 1987–1988 | 1      | ?         | ?             | C3 : 1/16 de finale |
| 1988–1989 | 1      | ?         | ?             | -                   |
| 1989–1990 | 1      | ?         | ?             | -                   |
| 1990-1991 | 1      | ?         | ?             | C3 : 1/16 de finale |
| 1991-1992 | 1      | ?         | ?             | -                   |
| 1992-1993 | 1      | 3         | Vainqueur     | C3 : 1/16 de finale |
| 1993-1994 | 1      | Finaliste | ?             | C2 : 1/2 finale     |
| 1994-1995 | 1      | 3         | ?             | C3 : 1/4 de finale  |
| 1995-1996 | 1      | Champion  | Finaliste     | C4 : 1/2 de finale  |
| 1996-1997 | 1      | 3         | ?             | C1 : 1/4 de finale  |
| 1997-1998 | 1      | 3         | 3             | C4 : 1/4 de finale  |
| 1998-1999 | 1      | 3         | ?             | C4 : 1/4 de finale  |
| 1999-2000 | 1      | 3         | Finaliste     | C3 : 1/8 de finale  |

| Saison    | Niveau | Place                            | Coupe                            | Coupe d'Europe*               |
| --------- | ------ | -------------------------------- | -------------------------------- | ----------------------------- |
| 2000-2001 | 1      | 3                                | ?                                | C3 : 1/4 de finale            |
| 2001-2002 | 1      | Finaliste                        | Finaliste                        | C3 : 1/16 de finale           |
| 2002-2003 | 1      | Finaliste                        | Finaliste                        | C2 : 1/4 de finale            |
| 2003-2004 | 1      | Finaliste                        | Finaliste                        | C1 : 1/4 de finale            |
| 2004-2005 | 1      | Finaliste                        | Finaliste                        | C1 : 1/8 de finale            |
| 2005-2006 | 1      | Finaliste                        | Vainqueur                        | C1 : 1/8 de finale            |
| 2006-2007 | 1      | Champion                         | ?                                | C1 : 1/8 de finale            |
| 2007-2008 | 1      | Finaliste                        | Vainqueur                        | C1 : tour principal           |
| 2008-2009 | 1      | Finaliste                        | Finaliste                        | C1 : tour préliminaire        |
| 2008-2009 | 1      | Finaliste                        | Finaliste                        | C2 : 1/4 de finale            |
| 2009–2010 | 1      | Finaliste                        | Finaliste                        | C1 : 5e du groupe A           |
| 2010–2011 | 1      | Finaliste                        | ?                                | C1 : 1/8 de finale            |
| 2011-2012 | 1      | Finaliste                        | Finaliste                        | C1 : 5e du groupe D           |
| 2012-2013 | 1      | Finaliste                        | Finaliste                        | C1 : 1/8 de finale            |
| 2013–2014 | 1      | Finaliste                        | Finaliste                        | C3 : vainqueur                |
| 2014–2015 | 1      | Finaliste                        | Finaliste                        | C1 : 1/4 de finale            |
| 2015–2016 | 1      | Finaliste                        | Finaliste                        | C1 : 1/8 de finale            |
| 2016–2017 | 1      | Finaliste                        | Finaliste                        | C1 : 1/4 de finale            |
| 2017–2018 | 1      | Champion                         | Finaliste                        | C1 : 1/8 de finale            |
| 2018–2019 | 1      | Finaliste                        | Vainqueur                        | C1 : 1/4 de finale            |
| 2019–2020 | 1      | Non terminés à cause du Covid-19 | Non terminés à cause du Covid-19 | C1 : 1/8 de finale (annulé)   |
| 2020-2021 | 1      | Champion                         | Finaliste                        | C1 : 1/8 de finale            |
| 2021-2022 | 1      | Champion                         | 3e                               | C1 : barrages (1/8 de finale) |
| 2022-2023 | 1      | Finaliste                        | Finaliste                        | C1 : barrages (1/8 de finale) |
| 2023-2024 | 1      | Finaliste                        | Finaliste                        | C1 : barrages (1/8 de finale) |
| 2024-2025 | 1      | en cours                         | Vainqueur                        | C1 : en cours                 |

 * Légende : C1=Ligue des champions, C2=Coupe des Vainqueurs de Coupe, C3= Coupe de l'EHF, C4=Coupe des Villes

## Palmarès
| Compétitions internationales | Compétitions nationales |
| - Coupe de l'EHF (C3) - Vainqueur (1) : 2014 - Coupe des vainqueurs de coupe (C2) - Demi-finaliste en 1983, 1984 et 1994 - Coupe des Villes (C4) - Demi-finaliste en 1996 - Ligue des champions (C1) - Quart-de-finaliste en 1997, 2004, 2015, 2017, 2019 | - Championnat de Hongrie - Vainqueur (5) : 1996, 2007, 2018, 2021, 2022 - Vice-champion (20) : 1985, 1994, 2002 à 2006, 2008 à 2017, 2019, 2023, 2024 - Troisième (11) : 1979, 1983, 1986, 1990, 1993, 1995, 1997, 1998, 1999, 2000, 2001 - Coupe de Hongrie - Vainqueur (8) : 1977, 1982, 1983A, 1993, 2006, 2008, 2019, 2025 - Finaliste (15) : 1996, 2000, 2002, 2003, 2004, 2005, 2009, 2010, 2012, 2013, 2014, 2015, 2016, 2017, 2018, 2021, 2023, 2024 - Championnat de Hongrie de D2 - Vainqueur (1) : 1975 |

## Effectif
L'effectif pour la saison 2024-25 est :
| Gardiens de but - 12 Tobias Thulin (en) - 16 Roland Mikler - 19 Martin Nagy Ailiers gauches - 18 Marin Jelinić - 25 Sebastian Frimmel Ailiers droits - 24 Mario Šoštarič (en) - 93 Benjámin Szilágyi | Pivots - 27 Bence Bánhidi - 30 Gleb Kalarash - 31 Jérémy Toto Arrières gauches - 09 Richárd Bodó (en) - 20 William Bogojevic - 51 Borut Mačkovšek Demi-centre - 03 Janus Daði Smárason (en) - 34 Lazar Kukić (en) | Arrières droits - 41 Imanol Garciandia - 77 Magnus Rød Staff - Michael Apelgren (en) - Jonas Källman, adjoint |

## Personnalités liées au club

### Entraîneur
- Árpád Kővári (1974-1980)
- Ferenc Buday (1980-1981)
- László Boros Gy (1981-1983)
- Márton Ludányi (1983-1984)
- István Lesti (1985-1987)
- Árpád Kővári (1987-1989)
- Zsolt Barabás (1989-1991)
- Árpád Kővári (1991-1995)
- László Skaliczki (1995-1998)
- Ferenc Buday (1998-1999)
- György Koleszár (1999-2000)
- Árpád Kővári (2000-2001)
- Dragan Đukić (2001-2003)
- Péter Kovács (2003-2006)
- Zoran Kurteš (2006-2007)
- Vladan Matić (2007-2009)
- Dragan Đukić (2009-2010)
- László Skaliczki (2010-2013)
- Juan Carlos Pastor (2013-2023)
- Krisztián Kárpáti (2023-2024)
- Michael Apelgren (en) (depuis 2024)
  -  Jonas Källman (adjoint depuis 2024)

### Joueurs célèbres
Un joueur du club a eu son numéro retiré :
- 08  Jonas Källman, ailier gauche, au club de 2014 à 2021.

Cinq joueurs du club ont été élus meilleurs handballeurs de l'année en Hongrie :
- / Nenad Puljezević (en), gardien de but, au club de 2002 à 2009, élu en 2007
- Roland Mikler, gardien de but, au club de 2010 à 2014 et depuis 2019, élu en 2014
- Richárd Bodó (en), arrière gauche, au club depuis 2016, élu en 2018
- Bence Bánhidi, pivot, au club depuis 2016, élu en 2019, en 2020 et en 2021
- Miklós Rosta (en), pivot, au club de 2019 à 2023, élu en 2022 et en 2023

Parmi les autres joueurs célèbres du club, on trouve :
- Mirko Alilović
- Gábor Ancsin
- Danijel Anđelković
- Zsolt Balogh
- Alexander Blonz
- Dean Bombač
- Joan Cañellas
- / Nikola Eklemović
- Matej Gaber
- Valentin Ghionea
- Sergueï Gorbok
- Ferenc Ilyés
- Nedeljko Jovanović
- Balázs Laluska
- Jonas Larholm
- Máté Lékai
- Jorge Maqueda
- Niko Mindegia
- László Nagy
- Petar Nenadić
- Vladimir Osmajić
- Roberto García Parrondo
- Nenad Peruničić
- Rajko Prodanović
- Thiagus dos Santos
- Marin Šego
- Staš Skube
- Luka Stepančić
- František Šulc
- José Manuel Sierra
- Péter Tatai
- Kent Robin Tønnesen
- Vladimir Vranješ
- Szabolcs Zubai
- Luka Žvižej

## Infrastructures
Le SC Pick Szeged évolue depuis 2022 dans la Pick Aréna (en) d'une capacité de 8 143 places et dans la Városi Sportcsarnok d'une capacité de 3 200 places.